# Assegurança de decés
Una assegurança de decés o pòlissa de decés és un contracte d'assegurança que obliga a l'assegurador de fer un pagament únic, una renda o la cobertura de les despeses d'enterrament o incineració en cas de defunció d'un o més individus (prenedor). Si bé n'hi ha de tipologia ben diversa, sovint preveuen la mort per qualsevol causa i és possible que s'inclougi un període de carència inicial durant el qual només cobreixen en cas de mort per accident o les despeses són a càrrec del prenedor. També poden incloure garanties o serveis concrets com per exemple la conservació de l'ADN o les gestions més típiques com per exemple la sol·licitud de pensió d'orfandat, viduïtat, etc.
Es tracta d'un servei considerat fins a cert punt com a avantatjós atès que exclou la cobertura per mort dels fons públics territorials, federals i nacionals. Nogensmenys, denota possibles controvèrsies i impediments a l'hora de contractar-lo o renovar-lo, similars als que sorgeixen amb les assegurances mèdiques. Aquestes traves suposen una jerarquització de la població objectiu i inclouen preferències i anàlisis de risc per part de l'assegurador quant a l'edat, gènere, ocupació, àrea de residència i estat de salut. En alguns casos, moltes companyies condicionen la pòlissa de decés a una revisió mèdica per garantir un perfecte estat de salut del prenedor.
Les pòlisses de decés o les bonificacions que inclouen aquesta característica tenen una penetració d'un 4,4% a les llars europees i s'estima que l'any 2018 s'hi va invertir una mitjana de 1.264 € per cada ciutadà europeu. Els estats europeus amb major contractació d'aquest servei són França, Itàlia, Alemanya i Espanya. En aquest darrer, prop d'un 50% dels ciutadans tenen contractada una assegurança de decés que en la majoria de casos també inclou el sepeli, és a dir, uns 20 milions de persones —per la qual cosa 6 de cada 10 funerals estan gestionats per companyies d'assegurances.